# Bataille de Focchies
Guerre de Crète
Batailles
- La Canée (1645)
- 26 mai 1646 (en)
- Candie (1648-1669)
- Focchies (1649)
- Paros (1651)
- Dardanelles (1654)
- Dardanelles (1655) (en)
- Dardanelles (1656) (en)
- 3 mai 1657 (en)
- 18 mai 1657 (en)
- Dardanelles (1657)
- 27 août 1661 (en)
- 29 septembre 1662 (en)
- Porto Delphino (1665)

La bataille de Focchies est livrée le 12 mai 1649 pendant la guerre de Crète ou guerre de Candie (1645-1669). Elle oppose en mer Égée, dans le port de Focchies (aujourd'hui Foça) près de Chios et de Smyrne, une flotte ottomane à une escadre vénitienne commandée par l'amiral Giacomo Riva qui remporte la victoire.

## Sources
- Özkan Bardakci et François Pugnière (préf. Robert Sauzet), La dernière croisade : les français et la guerre de Candie, 1669, Rennes, Presses Universitaires de Rennes, coll. « Histoire », 2008, 182 p. (ISBN 978-2-7535-0642-8, OCLC 1101116223, lire en ligne)
- (en) Helmut Pemsel, A history of war at sea, Naval Institute Press, Annapolis, Maryland, 1978
- (en) Gregory Hanlon, The twilight of a military tradition : Italian aristocrats and European conflicts, 1560-1800, Londres, UCL Press, 1998, 384 p. (ISBN 978-0-203-02317-4)